# Brasilianisch-osttimoresische Beziehungen
Die Staaten Brasilien und Osttimor unterhalten freundschaftliche Beziehungen.

## Geschichte

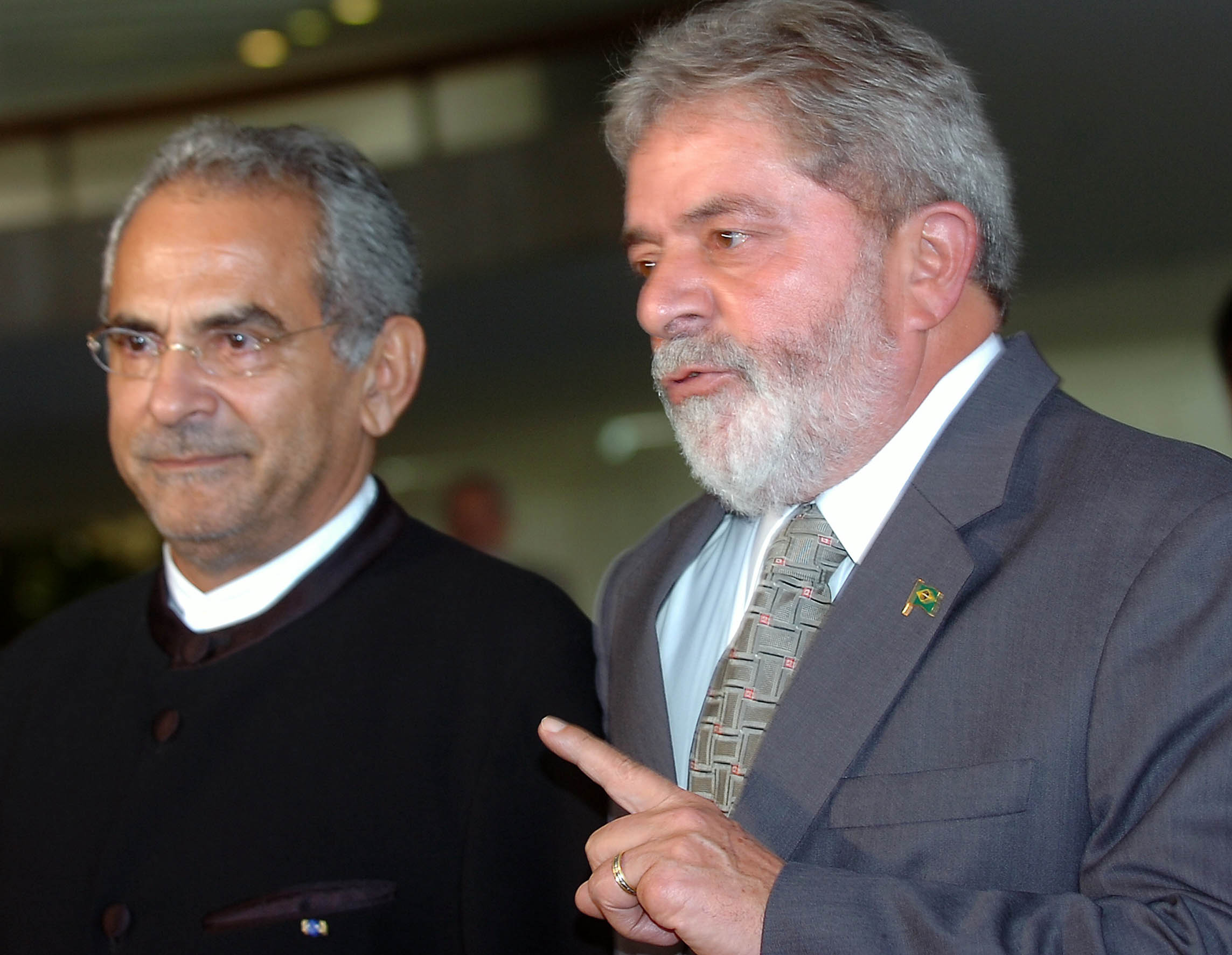
Die Präsidenten José Ramos-Horta und Luiz Inácio Lula da Silva (2008)

Osttimors Premierminister Xanana Gusmão und Brasiliens Präsidentin Dilma Rousseff in Brasília (2011)

Brasilien und Osttimor sind beides ehemalige Kolonien Portugals und Mitglieder der Gemeinschaft der Portugiesischsprachigen Länder (CPLP).
Während Brasilien bereits im 19. Jahrhundert unabhängig wurde, blieb Osttimor noch bis 1975 portugiesisch und wurde erst nach 24 Jahren Besetzung durch Indonesien (1975–1999) und drei Jahren UN-Verwaltung (1999–2002) unabhängig. Am Unabhängigkeitstags Osttimors am 20. Mai 2002 nahmen die beiden Länder diplomatischen Beziehungen auf.
Bereits während der indonesischen Besatzungszeit setzten sich die brasilianischen Nichtregierungsorganisationen Clamor por Timor und Grupo Solidário für Osttimor ein.
Brasilien unterstützte Osttimor auf seinen Weg in die Unabhängigkeit, so mit der Beteiligung bei den verschiedenen UN-Missionen in Osttimor, wie bei der INTERFET, UNTAET und UNMISET. Zum Unabhängigkeitsreferendum in Osttimor 1999 am 30. August schickte Brasilien fünf Verbindungsoffiziere, sechs Polizeibeobachter und 19 Wahlbeobachter. Am Rande der 54. Generalversammlung der Vereinten Nationen im September 1999 traf sich Brasiliens Außenminister Luiz Felipe Lampreia mit den osttimoresischen Vertreter José Ramos-Horta und dem indonesischen Außenminister Ali Atalas.
Osttimors Staatspräsident Xanana Gusmão besuchte als erstes osttimoresisches Staatsoberhaupt in Juli und August 2002 Brasilien. José Ramos-Horta, nun Außenminister folgte 2004 und 2008 nochmal als Staatspräsident. Weitere osttimoresische Amtsträger in Brasilien waren 2009 Justizministerin Lúcia Lobato und Parlamentspräsident Fernando de Araújo. 2010 folgten Sozialministerin Maria Domingas Alves zur 10. Konferenz der CPLP-Arbeits- und Sozialminister und Staatssekretär für Verteidigung Júlio Tomás Pinto zum Treffen der CPLP-Verteidigungsminister. Xanana Gusmão kam als Premierminister 2011 wieder nach Brasilien und wurde als erster ausländischer Regierungschef von Brasiliens Präsidentin Dilma Rousseff empfangen. Auch Bildungsminister João Câncio Freitas war 2011 in Brasilien. 2012 nahm Präsident Ramos-Horta an der Rio+20-Konferenz teil. Marçal Avelino Ximenes, stellvertretender Bildungsminister, kam 2013 auf Arbeitsbesuch nach Brasilien. Der stellvertretende Außenminister Constâncio Pinto nahm an der zweiten Amtseinführung von Präsidentin Dilma Rousseff 2015 als Vertreter Osttimors teil.
Im Januar 2001, noch vor der Entlassung Osttimors in die Unabhängigkeit, reiste Fernando Henrique Cardoso als erster brasilianische Präsident nach Osttimor. 2007 folgte Außenminister Celso Amorim. Brasiliens Präsident Luiz Inácio Lula da Silva war 2008 in zu Gast in Osttimor. Außenminister Antonio Patriota traf 2013 seinen osttimoresischen Amtskollegen José Luís Guterres am Rande eines Forums in Wien. Der brasilianische Außenminister Mauro Vieira kam zum 20. Treffen des CPLP-Ministerrates 2015 nach Osttimor, wo er bei einem bilateralen Treffen auf Außenminister Hernâni Coelho traf.

## Zusammenarbeit

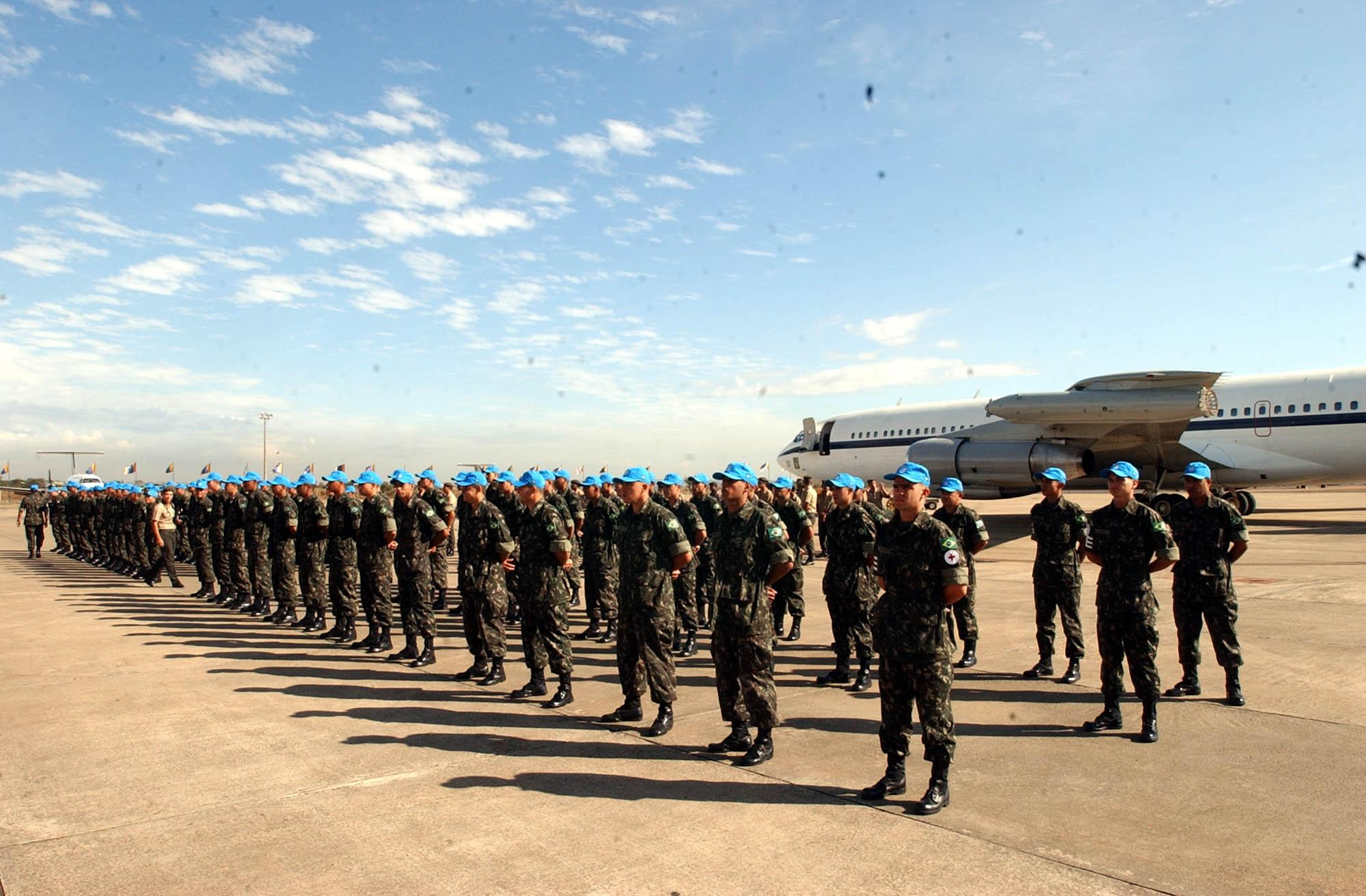
Brasilianische Soldaten vor ihrem Flug nach Osttimor als Teil der UNMISET (2004)

Brasilien unterstützt Osttimor in den Bereichen Kultur, Justiz, technische Zusammenarbeit und Verteidigung. Außerdem half das südamerikanische Land dem südostasiatischen beim Aufbau staatlicher Strukturen, so in der Justiz, im Sicherheitsbereich und bei der Berufsausbildung.
Seit 2000 leistet Brasilien Osttimor Hilfe im Bildungsbereich. Seit 2004 unterrichteten brasilianische Lehrer in Osttimor Portugiesisch, das 2002 als in Osttimor Amtssprache neben Tetum festgelegt wurde, aber aufgrund der langen indonesischen Besatzung von der Bevölkerung bei der Wiederherstellung der Unabhängigkeit kaum gesprochen wurde. 2002 wurden das Grundabkommen zwischen den beiden Ländern über die Zusammenarbeit im Bildungswesen unterzeichnet. Im Juli 2012 wurde das Berufsbildungszentrums Becora an Osttimor übergeben.
Im Juli 2000 nahm die brasilianische Mission zur technischen Zusammenarbeit ihre Arbeit in Dili auf. 2002 folgte das Grundabkommen über die technische Zusammenarbeit zwischen den beiden Ländern.
Im September 2003 wurde eine Absichtserklärung zwischen den Justizministerien der beiden Staaten unterschrieben. 2005 wurden zwei staatliche Verteidiger und ein Richter aus Brasilien zur Unterstützung nach Osttimor geschickt.
Im Mai 2008 unterschrieben die CPLP-Staaten eine Vereinbarung über ein Militärbündnis. Unter anderem sollen osttimoresische Soldaten in Brasilien ausgebildet werden. 2011 wurde ein weiteres Abkommen über die militärische Zusammenarbeit zwischen Brasilien und Osttimor unterzeichnet.

## Diplomatie

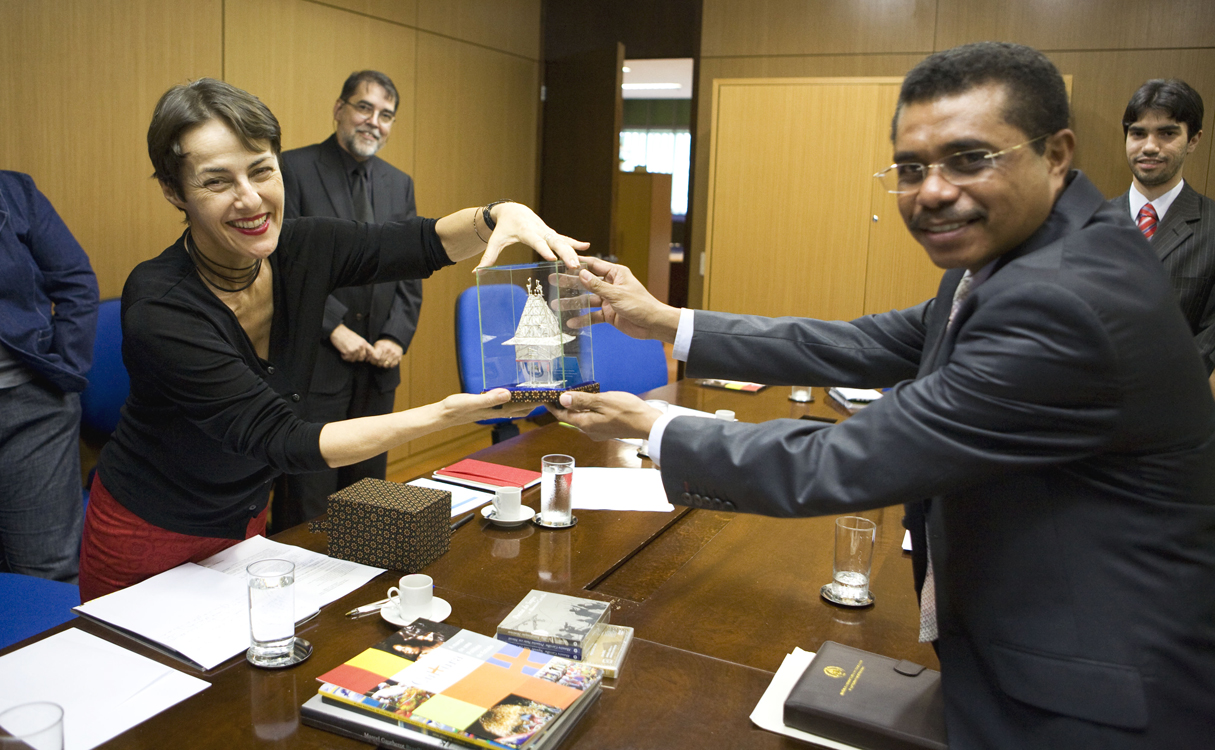
Die Kultusminister Ana de Hollanda und João Câncio Freitas in Brasília (2011)

Osttimor unterstützt Brasilien beim Ziel einer Reformierung des Sicherheitsrates der Vereinten Nationen.
Im Juni 2000 eröffnete Brasilien seine Repräsenz in Dili, aus der im Mai 2002 die Botschaft wurde. Erster Botschafter wurde 2003 Kywal de Oliveira.
Domingos Francisco de Sousa wurde 2009 der erste osttimoresische Botschafter in Brasilien und damit der erste osttimoresische Botschafter in Südamerika und nach Kuba der zweite in Lateinamerika.

## Wirtschaft
Aus Brasilien kamen 2018 Waren im Wert von 12.855.000 US-Dollar (2016: 10.182.000 US-Dollar) nach Osttimor. Damit liegt Brasilien auf Platz 7 (2016: Platz 10) der Handelspartner Osttimors. Zudem gab es von Osttimor nach Brasilien Re-Exporte in Höhe von 26.000 US-Dollar (Platz 15).